# Karl Wöst
Karl Wöst. född 1934, död 2005, var en svensk/tysk judoka. Karl Wöst kom till Sverige i början av 50-talet och var 1961 med om att grunda Judoklubben Budo. 1962 mönstrade Wöst på M/S Grispholm och arbetade där till 1964. 1969 fick Karl Wöst och Olle Edeklev som första svenskar IJF:s domarlicens. Fram till och med 2004 var Wöst en av fyra svenskar som fått den högsta internationella domarlicensen. Karl Wösts domarkarriär kom att bli mycket framgångsrik med medverkan vid EM, VM och OS. En höjdpunkt kom när Wöst fick chansen att döma en match med den legendariska judokan Yasuhiro Yamashita.